# Genival Soares Londres
Genival Soares Londres (João Pessoa, 10 de novembro de 1899 – Rio de Janeiro, 31 de janeiro de 1977) foi um médico brasileiro.
Foi eleito membro da Academia Nacional de Medicina em 1934, ocupando a cadeira 08, que tem João Vicente Torres Homem como patrono.